# David Garforth
David Garforth (...) è un direttore d'orchestra britannico.

## Biografia e carriera
Ha compiuto i primi studi musicali di pianoforte, violino, direzione d'orchestra e composizione presso il Royal Manchester College of Music, David Garforth, ha vinto il Premio Ricordi, e la Worshipful Company of Musicians Medal per la direzione d'orchestra. Grazie ad una borsa di studio del governo francese, è poi entrato al Conservatorio di Parigi, dove alla fine degli studi ha ottenuto il 1º Premio. È stato nominato lecteur presso la Facoltà di Lettere dell'Università Parigina e per tre anni ha studiato con Igor Markévitch. È stato consulente musicale e direttore d'orchestra dei Ballets e dell'Orchestre Philharmonique de Monte-Carlo, e direttore ospite in vari teatri e compagnie; come il Ballet National de Marseille, il Ballet National de Nancy et de Lorraine, l'Opéra de Paris e la rispettiva scuola di ballo, l'English National Ballet, la Deutsche Oper Berlin, il Tokyo Ballet, la Compagnia Nazionale di Tokyo.
Nel 1996 ha debuttato alla Scala con Coppélia e Il Gattopardo di Roland Petit con il Ballet National de Marseille e l'Orchestra Sinfonica Giuseppe Verdi. Ha diretto Notre-Dame de Paris, Giulietta e Romeo, Amarcord, La Strada, Don Chisciotte, Lo Schiaccianoci, con il Balletto e l'Orchestra della Scala. Ha diretto e preparato una nuova edizione musicale, con l'Archivio Musicale della Scala, di Giselle con la coreografia di Sylvie Guillem, al Teatro alla Scala e anche in tournée a Los Angeles, New York e Londra.
Nel maggio del 2002 ha vinto il premio Danza e Danza, per la direzione d'orchestra della danza. Nel 1991, con la partecipazione di celebri cantanti lirici, ha fondato a Londra, la Blackheath Opera, al fine di preparare giovani cantanti lirici e di offrire loro la possibilità di partecipare a spettacoli. Oltre ad aver diretto una serie di programmi televisivi per la  BBC, soprattutto a capo dell'orchestra del Covent Garden e l'orchestra del Teatro Mariinskij di San Pietroburgo, ha effettuato numerose registrazioni video e DVD di "Notre Dame de Paris" con il balletto e l'orchestra dell'Operà di Parigi, "Romeo e Giulietta" con il Balletto e l'Orchestra della Scala e "Lo Schiaccianoci" con i complessi di Monte-Carlo. Ha collaborato in parecchi spettacoli con il ballerino Roberto Bolle, presso la Scala e il Teatro Regio di Parma.